# Armindo Lopes Coelho
Armindo Lopes Coelho (ur. 16 lutego 1931 w Regilde, zm. 29 września 2010 w Ermesinde) – portugalski duchowny rzymskokatolicki, biskup Viana do Castelo i Porto.

## Biografia
1 sierpnia 1954 otrzymał święcenia prezbiteriatu i został kapłanem diecezji Porto. Pracował m.in. jako wykładowca w Wyższym Seminarium Duchownym w Porto. Od 1970 był jego prorektorem, a od 1975 do objęcia biskupstwa rektorem.
16 listopada 1978 papież Jan Paweł II mianował go biskupem pomocniczym diecezji Porto i biskupem tytularnym elvaskim. 25 marca 1979 przyjął sakrę biskupią z rąk biskupa Porto António Ferreiry Gomesa. Współkonsekratorami byli biskup pomocniczy Porto Domingos de Pinho Brandão oraz biskup Setúbalu Manuel da Silva Martins.
15 października 1982 ten sam papież mianował go biskupem Viana do Castelo. 13 czerwca 1997 przeniesiony na biskupstwo w Porto. 22 lutego 2007, w związku z osiągnięciem wieku emerytalnego, zrezygnował z katedry. Zmarł 29 września 2010.